# San Prospero (comune)
San Prospero (San Prôsper in dialetto carpigiano) è un comune italiano di 6 205 abitanti della provincia di Modena in Emilia-Romagna, che fa parte dell'Unione Comuni Modenesi Area Nord.

## Geografia fisica
Il territorio di San Prospero appartiene alla bassa pianura modenese. Il paese gode di un tipico clima temperato continentale della pianura padana e delle medie latitudini. 
- Classificazione climatica: zona E[4]
- Classificazione sismica: zona 2[4].

## Storia
La zona di San Prospero è stato possedimento della Famiglia Castelvetri (Conti e Marchesi) tra le più antiche ed illustri di Modena, che ebbe sin dal XIV secolo un ruolo nel governo della città, e diede i natali a numerosi letterati ed uomini d'arme. Le prime notizie della famiglia Castelvetri (o Castelvetro) risalgono agli inizi del XIV secolo; nel codice Respublica Mutinensis conservato presso l'Archivio di Stato di Modena, veniva citata, tra le Casate della Cittá, sotto il titolo "Atila", e si menzionavano Jacopo e Bartolomeo figli di Giacomo Castelvetri, fra coloro che nel 1306 scacciarono Azzo (Azzone) d'Este dalla città per restaurare l'antico Comune. I Castelvetri avevano fondato la loro fortuna sull'arte della lana, divenendo in seguito banchieri. Giacomo Castelvetro, banchiere nel XV secolo, veniva citato nelle Cronache del Lancellotti come "lo più richo (…) cittadino de Modena". A partire dal 1463 ininterrotta fu la presenza dei Castelvetri nel Consiglio dei Conservatori (Sapientes) di Modena, di cui vari membri furono Priori. Nel 1692 Ercole Castelvetri ebbe il titolo di Conte dal Duca di Mantova e nel 1696 quello di Marchese dal Duca di Modena Rinaldo d'Este. All'estinzione della famiglia lo stesso Rinaldo d'Este volle che il figlio nato dalle nozze di Anna Castelvetri, ultima del nome, con Flaminio Cantuti: Francesco (Gianfrancesco) - che era stato designato dallo zio Bernardo Castelvetri come suo erede - assumesse il cognome materno, dando così origine alla famiglia Cantuti Castelvetri.
Palazzo Castelvetri, in Rua Muro a Modena Palazzo Castelvetri, in piazza Matteotti a Modena Palazzo Castelvetro (Giusti), San Prospero Staggia Castello i Torrioni, San Pietro in Elda La Verdeta, San Prospero.
Personaggi, Ludovico Castelvetro (Modena 1505 - Chiavenna 1571), letterato e filologo di chiara fama; GianMaria Castelvetri, letterato; Giacomo Castelvetri (Modena 1546 - Londra? 1616), letterato.
San Prospero è stato colpito dai terremoti dell'Emilia del 2012, che hanno causato vari danni e lesioni soprattutto alle abitazioni più vecchie (non solo) e alla strutture agricole.

### Simboli
Nel 1861, constatato che il comune era privo di uno stemma, si adottò una simbologia semplice: la stella indica l'autonomia del comune e le tre spighe di grano alludono alla fertilità e al lavoro.
Il gonfalone è un drappo partito di bianco e di rosso.

## Monumenti e luoghi d'interesse
- Chiesa parrocchiale di San Prospero, edificata nel 1779
- Torri di Verdeta: esse sono un edificio di proprietà della Famiglia Cantuti Castelvetri, poi Castaldi, Molza e infine al Duca di Modena quindi della Camera Ducale Estense, nella quale rientrava sotto il suo controllo tutto il territorio frazionale di San Pietro in Elda (un tempo detta Verdeta). Le Torri di Verdeta hanno avuto nei secoli sia una funzione militare di controllo del territorio come torre di avvistamento/ difensivo e come scopo di conservare il grano e frumento.

## Società

### Evoluzione demografica
Abitanti censiti

### Etnie e minoranze straniere
Al 31 dicembre 2023 i residenti stranieri erano 747, corrispondenti al 12,30% della popolazione.

### Lingua e dialetti
Oltre alla lingua italiana, a San Prospero è utilizzato il locale dialetto carpigiano, una variante dell'emiliano.

## Amministrazione
| Periodo        | Periodo        | Primo cittadino | Partito                                | Carica  | Note   |
| -------------- | -------------- | --------------- | -------------------------------------- | ------- | ------ |
| 12 maggio 1985 | 12 giugno 2004 | Volmer Fregni   | PCI, PDS                               | Sindaco | [ 9 ]  |
| 13 giugno 2004 | 25 maggio 2014 | Mario Ferrari   | lista civica San Prospero democratica  | Sindaco | [ 9 ]  |
| 26 maggio 2014 | in carica      | Sauro Borghi    | lista civica San Prospero cambia verso | Sindaco | [ 10 ] |